# Miass
Pour les articles homonymes, voir Miass (homonymie).
Miass (en russe : Миасс) est une ville de l'oblast de Tcheliabinsk, en Russie. Sa population s'élevait à 151 472 habitants en 2020.

## Géographie
Miass est située dans le sud de l'Oural, au bord de la rivière Miass, à 84 km à l'ouest de Tcheliabinsk et à la limite des monts Ilmen.

## Histoire
Miass fut fondée en 1773, pour l'extraction de minerai de cuivre. Au XIXe siècle, c'est la découverte de riches gisements d'or dans les monts Oural qui assura son développement. La production d'or atteignit 640 kg par an avant de diminuer. De nombreux autres minéraux sont découverts dans les environs au XIXe siècle.
Miass reçut le statut de ville en 1926.
Lorsque les industries sont transférées plus à l'est au début de la Grande Guerre patriotique, c'est en novembre 1941 qu'est décidée ici de la construction d'une usine de construction de camions, à partir d'une usine d'automobiles évacuée de Moscou. Elle prend d'abord le nom d'Usine automobile de Miass puis, en 1944, d'Usine automobile de l'Oural. Le premier camion de marque « UralAZ » (OuralAZ selon la transcription française) sort de la chaîne de montage le 8 juillet 1944.

## Population
Recensements (*) ou estimations de la population  :
| 1897*  | 1926*  | 1939*  | 1959*  | 1970*   | 1979*   |
| ------ | ------ | ------ | ------ | ------- | ------- |
| 16 100 | 20 000 | 37 685 | 99 043 | 131 331 | 150 179 |

| 1989*   | 2002*   | 2006    | 2010*   | 2012    | 2013    |
| ------- | ------- | ------- | ------- | ------- | ------- |
| 167 839 | 158 420 | 154 500 | 151 751 | 150 944 | 150 665 |

## Personnalités
- Konstantin Babkine (1971-), homme d’affaires et homme politique russe, est né à Miass.